# Hermann Clemens Kosel
Hermann Clemens Kosel, Pseudonym Armin Clementi, (geboren 22. November 1867 in Dunkelthal, Bezirk Trautenau, Österreich-Ungarn; gestorben 14. September 1945 in Wien) war ein österreichischer Schriftsteller, Maler, Graphiker und Fotograf.

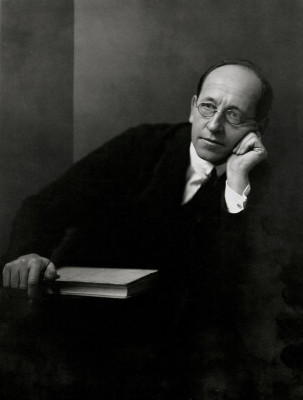
Selbstporträt Fotografie 1910

## Leben
Hermann Clemens Kosel wuchs in Braunau auf und machte bei seinem Vater eine Buchbinderlehre. Er besuchte von 1889 bis 1891 die Graphische Lehr- und Versuchsanstalt in Wien. Kosel begann seine Fotografentätigkeit zwischen 1891 und 1905 als Atelierleiter des Amateurfotografen Albert von Rothschild und gab wohlhabenden Amateuren Unterricht in fotografischen Techniken. 1905 eröffnete er einen Betrieb für Gummidruck und propagierte dieses Verfahren für den österreichischen Hersteller Langer. In seinem 1906 eröffneten Porträtatelier waren zeitweise 23 Angestellte beschäftigt. Kosel gewann eine gutsituierte Wiener Klientel und reüssierte 1911 zum Hofphotographen. Von 1905 bis 1909 war er Redakteur der Zeitschrift Photo-Sport.
Kosel war der Herausgeber von Anthologien der Gegenwartsliteratur und redigierte 1892 bis 1903 u. a. die literarischen Blätter Iduna, Deutsches Böhmerland und die Blätter für deutsche Dichtung. Seine eigene Lyrik wurde mehrfach vertont. Kosel schrieb vornehmlich biographische Romane. Seine Bücher illustrierte er auch selbst und malte auch Landschaften und Porträts.
Da sein Sohn Hermann Kosel nach dem Anschluss Österreichs 1938 vor den Nationalsozialisten fliehen musste, löste er 1940 das Atelier auf und verkaufte das Inventar. Er wurde am Wiener Zentralfriedhof bestattet.

## Werke (Auswahl)

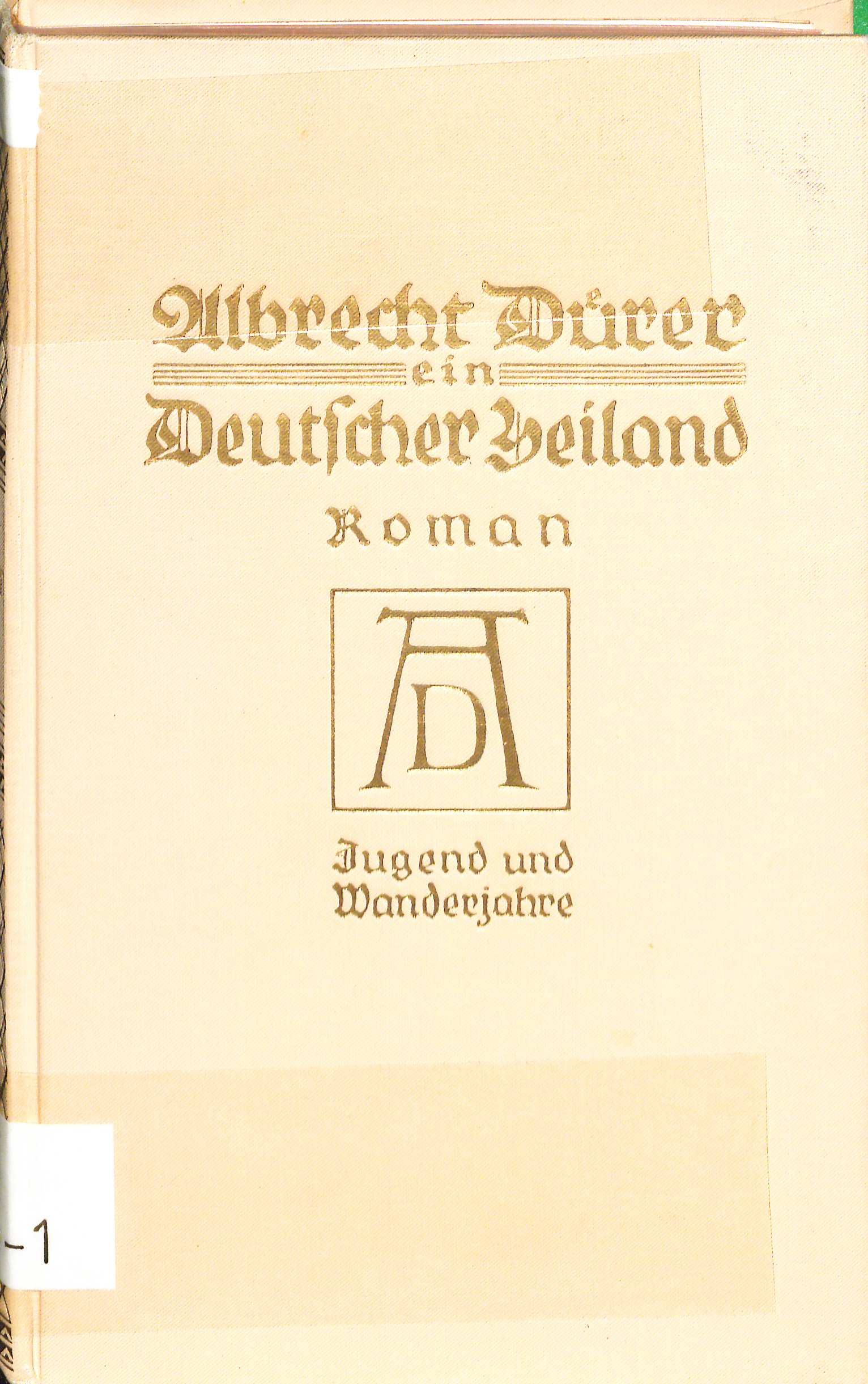
Buchumschlag zu Hermann Cl. Kosel: Albrecht Dürer (1924)

- Lieben und Streben. Gedichte. Heinrich Marx, Wüstegiersdorf 1892.
- Schwanengesang. Orientalisches Märchen in 5 Stücken. Selbstverlag Dominicus, Braunau und Prag 1889.
- Irmtraut. Sang aus der Minnesängerzeit. Wien 1894.
- (Hrsg.): Oesterreichisches Dichterbuch. 5 Bände. Schaumburg, Wien 1895–1900.
- Der Gummidruck. Ein Hand- und Lehrbuch für Liebhaber- und Fachphotographen. Nach praktischen Erfahrungen auf Veranlassung der Firma Langer & Co. Langer, Wien 1900.
- Die Technik des Kombinations-Gummidruckes und des Dreifarben-Gummidruckes. Wien 1906.
- Kosel-Album. Buchdruckreproduktionen, nach Original-Photographien von Hermann Cl(emens) Kosel. Frisch, Wien 1910.
- Albrecht Dürer. Ein deutscher Heiland. Roman aus Nürnbergs Blütezeit. Roman in drei Teilen. Bong, Berlin 1924.
- Vittorias Vollendung. Roman. Bong, Berlin 1924.
- Elisabeth Vigée-Lebrun. Künstlerroman aus den Schicksalstagen Marie Antoinettes. Bong, Berlin 1925.
- Michelangelo : Roman eines Titanen. Bong, Berlin 1931.
- Weib am Kreuz : Roman der Barmherzigkeit. Kaiser, Böhmisch Leipa 1936.